# Cory Kennedy (Skateboarder)
Cory Kennedy (* 4. Oktober 1990 in Everett, Washington) ist ein US-amerikanischer Skateboarder (Stand: Regular) aus Lake Stevens, Washington. 
Kennedy ist in Everett, Washington geboren und war schon in jungen Jahren begeisterter Skateboarder, sein erster Erfolg war der Sieg des „Bang Yoself 2“ Amateur-Video-Contest, der seinen ersten Aufschwung in der Skateboarding Community „The Berrics“ brachte. Im Folgenden belegte er den dritten Platz beim „Battle at the Berrics 2“-Skate-Contest.
Noch vor kurzem zog Kennedy die Aufmerksamkeit auf sich mit der Erfindung eines neuen Skateboardtricks namens „Merlin Twist“, im Skateboarder-Jargon auch als „switch frontfoot impossible 180“ bezeichnet.

## Sponsoren von Cory Kennedy
- Nike SB
- Girl
- Royal
- RVCA
- Spitfire
- Good not Great
- The Berrics
- Fourstar